# Zoltán Huszárik
Zoltán Huszárik (ur. 14 maja 1931 w Domony, zm. 14 października 1981 w Budapeszcie) – węgierski reżyser i scenarzysta filmowy.
Od początku chciał zostać artystą. Jego pierwszy film był 20-minutowy, eksperymentalnie nazwany Elégia, który stworzył po zakończeniu szkoły w 1965.
W 1971 wyreżyserował swój pierwszy film pełnometrażowy Szindbád (Sinbad), który pozwolił mu być okrzykniętym jednym z najbardziej wpływowych filmowych artystów węgierskich. Jego drugim i ostatnim filmem był Csontváry nakręcony w 1980, rok przed swoją śmiercią. W wieku 50 lat popełnił samobójstwo.
Jego córka Kata Huszárik jest aktorką.